# Tardinghen
Tardinghen és un municipi francès situat al departament del Pas de Calais i a la regió dels Alts de França. L'any 2007 tenia 169 habitants.

## Demografia

### Població
El 2007 la població de fet de Tardinghen era de 169 persones. Hi havia 62 famílies de les quals 12 eren unipersonals (8 homes vivint sols i 4 dones vivint soles), 25 parelles sense fills i 25 parelles amb fills.
La població ha evolucionat segons el següent gràfic:
Habitants censats

### Habitatges
El 2007 hi havia 101 habitatges, 64 eren l'habitatge principal de la família, 33 eren segones residències i 4 estaven desocupats. Tots els 95 habitatges eren cases. Dels 64 habitatges principals, 50 estaven ocupats pels seus propietaris, 12 estaven llogats i ocupats pels llogaters i 2 estaven cedits a títol gratuït; 1 tenia dues cambres, 4 en tenien tres, 10 en tenien quatre i 49 en tenien cinc o més. 60 habitatges disposaven pel capbaix d'una plaça de pàrquing. A 26 habitatges hi havia un automòbil i a 34 n'hi havia dos o més.

### Piràmide de població
La piràmide de població per edats i sexe el 2009 era:
| Homes | Edats   | Dones |
| ----- | ------- | ----- |
| 0     | 95 o +  | 0     |
| 0     | 90 a 94 | 0     |
| 0     | 85 a 89 | 0     |
| 4     | 80 a 84 | 0     |
| 4     | 75 a 79 | 4     |
| 4     | 70 a 74 | 4     |
| 0     | 65 a 69 | 4     |
| 8     | 60 a 64 | 8     |
| 0     | 55 a 59 | 4     |
| 4     | 50 a 54 | 0     |
| 0     | 45 a 49 | 0     |
| 0     | 40 a 44 | 4     |
| 8     | 35 a 39 | 0     |
| 12    | 30 a 34 | 16    |
| 4     | 25 a 29 | 4     |
| 0     | 20 a 24 | 0     |
| 4     | 15 a 19 | 4     |
| 12    | 10 a 14 | 8     |
| 8     | 5 a 9   | 12    |
| 8     | 0 a 4   | 4     |

## Economia
El 2007 la població en edat de treballar era de 117 persones, 75 eren actives i 42 eren inactives. De les 75 persones actives 73 estaven ocupades (42 homes i 31 dones) i 2 estaven aturades (1 home i 1 dona). De les 42 persones inactives 12 estaven jubilades, 18 estaven estudiant i 12 estaven classificades com a «altres inactius».

### Ingressos
El 2009 a Tardinghen hi havia 61 unitats fiscals que integraven 156 persones, la mediana anual d'ingressos fiscals per persona era de 27.632,5 €.

### Activitats econòmiques
Dels 9 establiments que hi havia el 2007, 1 era d'una empresa alimentària, 3 d'empreses de comerç i reparació d'automòbils, 2 d'empreses financeres i 3 d'empreses de serveis.
L'any 2000 a Tardinghen hi havia 8 explotacions agrícoles.

## Poblacions més properes
El següent diagrama mostra les poblacions més properes.